# Lijst van Stolpersteine in De Wolden
De Lijst van Stolpersteine in De Wolden geeft een overzicht van de Stolpersteine die in de gemeente De Wolden in de Nederlandse provincie Drenthe zijn geplaatst in het kader van het Stolpersteine-project van de Duitse beeldhouwer-kunstenaar Gunter Demnig.
Stolpersteine zijn opgedragen aan slachtoffers van het nationaalsocialisme, al diegenen die zijn vervolgd, gedeporteerd, vermoord, gedwongen te emigreren of tot zelfmoord gedreven door het nazi-regime. Demnig legt voor elk slachtoffer een aparte steen, meestal voor de laatste zelfgekozen woning.
Omdat het Stolpersteine-project doorloopt, kan deze lijst onvolledig zijn.

## Stolpersteine

### Ruinerwold
In Ruinerwold, een dorp in de gemeente De Wolden, ligt een Stolperstein.
| Afbeelding | Inscriptie | Adres             | Herdachte persoon          |
| ---------- | --- | ----------------- | -------------------------- |
|            | HIER WOONDE PIETER STEVENS GEB. 1920 ONDERGEDOKEN JAN 1943 ARBEIDSEINSATZ 7-5-1943 ZWICKAU GEARRESTEERD 17-11-1944 ZWICKAU GEDEPORTEERD 16-12-1944 NAAR FLOSSENBURG VERMOORD 10-4-1945 HERSBRUCK | Buitenhuizerweg 1 | Pieter Stevens (1920-1945) |

## Data van plaatsingen
- 10 april 2025: Ruinerwold, een Stolperstein op Buitenhuizerweg 1